# Бойель

Бойель (нем. Beuel) — административный округ федерального города Бонна.

## Общие данные
Площадь округа составляет 33,2 км². Численность населения — 67 827 человек (на 31 декабря 2020 года). Плотность населения составляет 2043 чел./км². Окружной бургомистр — Вольфганг Хюртер (СПД). Почтовые индексы Бойеля — 53225, 53227, 53229.

## География и история

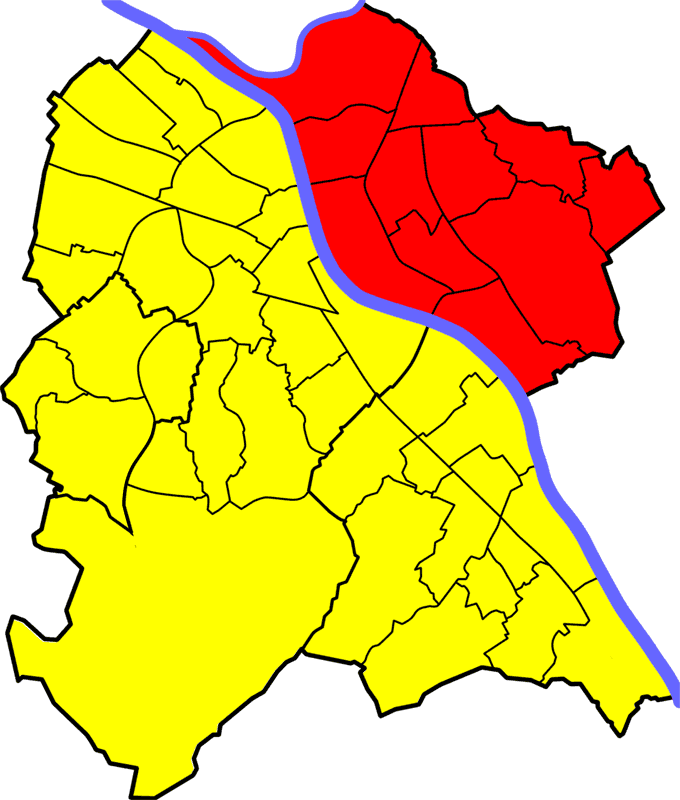

Бойель расположен на правом берегу Рейна, на высотах от 45 до 195 метров над уровнем моря.
Впервые письменно упоминается в 1139 году под именем Boillia. В XV столетии принадлежал частично курфюршеству Кёльн, остальная часть Бойеля входило в герцогство Берг. В конце XVI века вокруг Бойеля были возведены крепостные стены, так как при нападениях на Бонн атаки производились обычно со стороны Бойеля.
В 1952 году Бойель получил статус города, однако в 1969 году, в ходе проведения административной реформы в ФРГ был объединён с Бонном.
Бойель наряду с Дюссельдорфом, Кёльном и Майнцем является местом рождения рейнского карнавала (с 1824 года).

## Человек из Оберкасселя

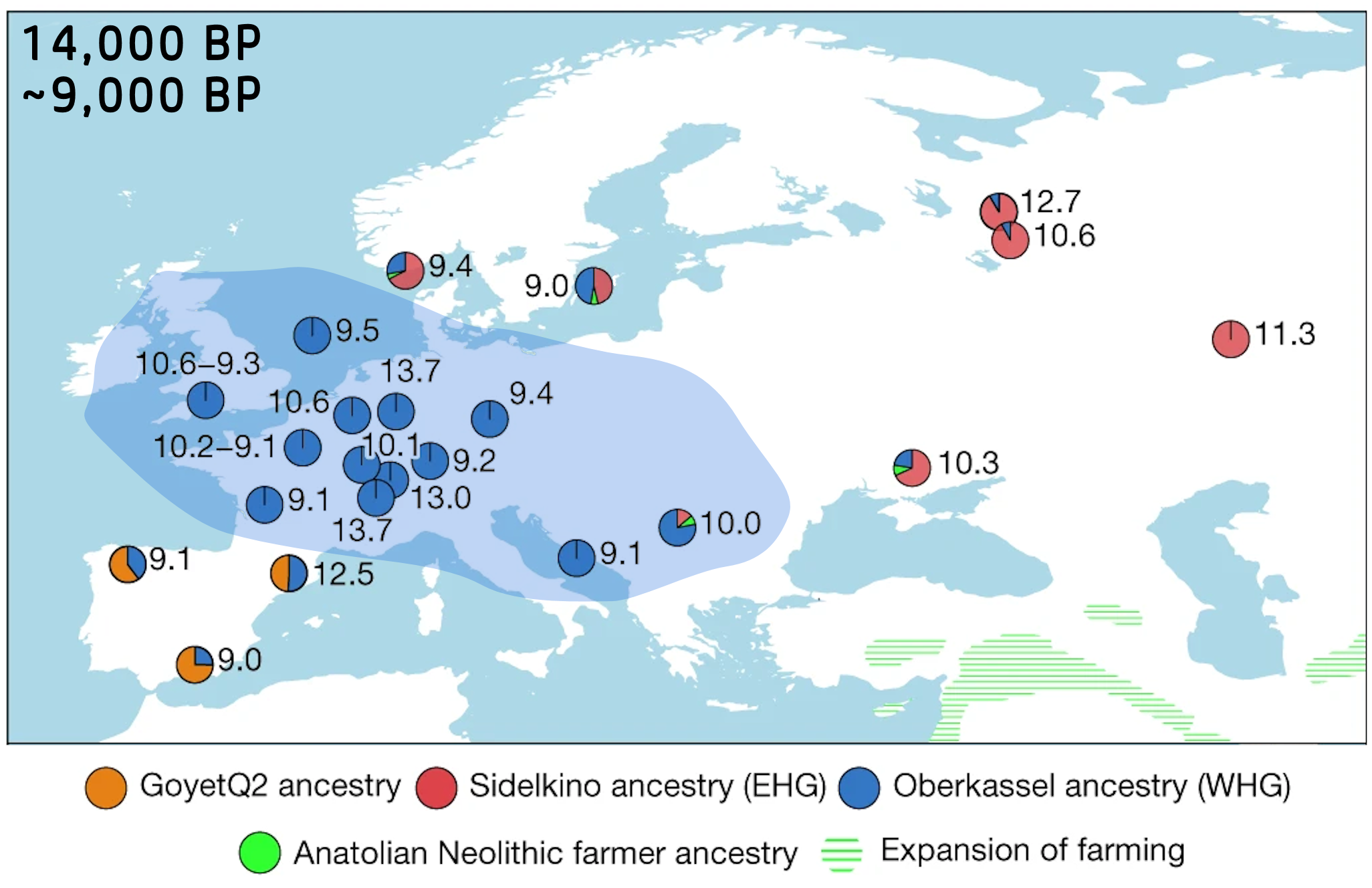
Генетическое происхождение охотников-собирателей в Европе между 14 и 9 тыс. л. н., основная территория западных охотников-собирателей (WHG) выделена синим цветом

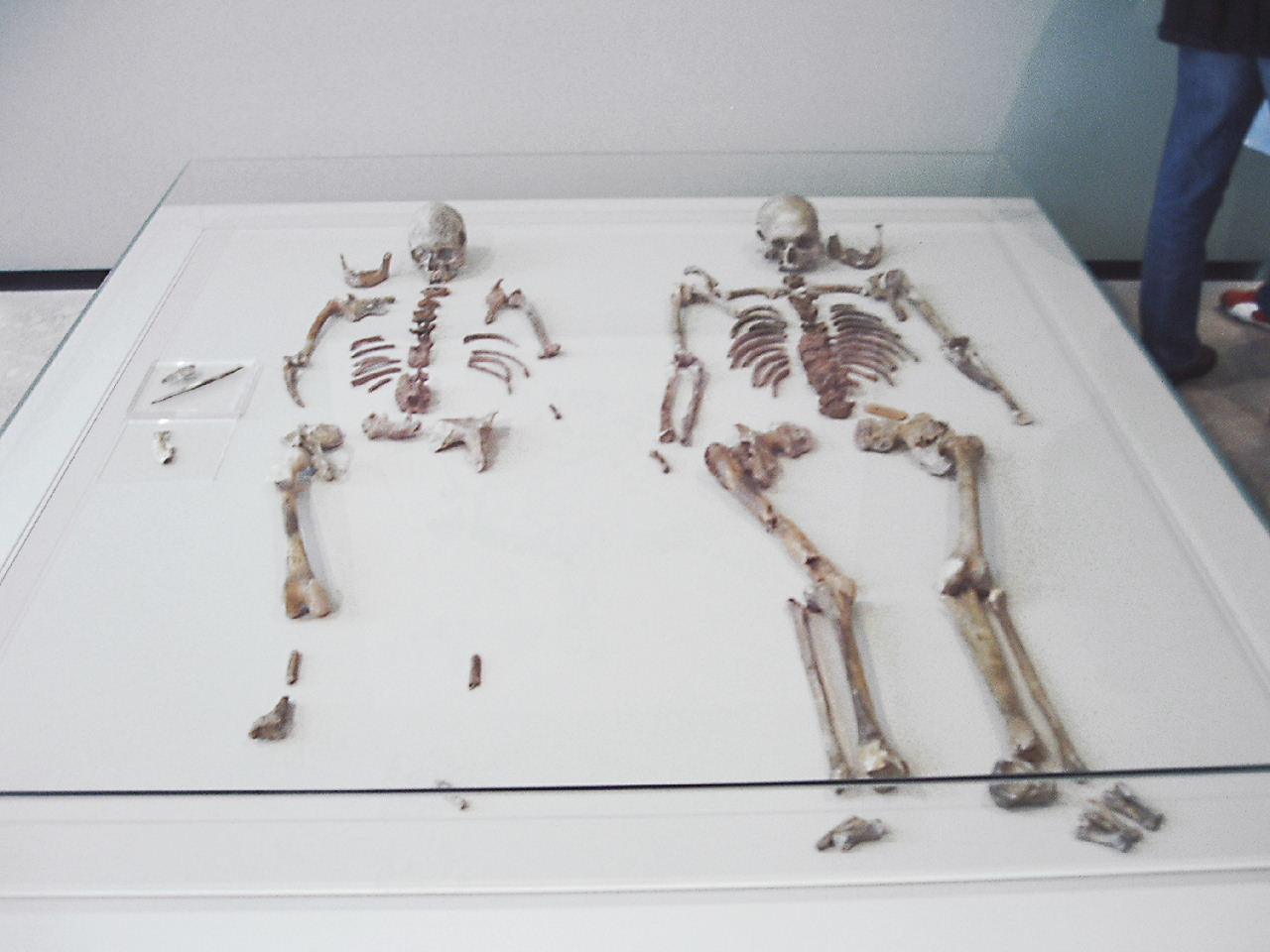
Скелеты из местности Оберкассель в Бонне, ок. 11 000 лет до н. э.

В 1914 году в Оберкасселе в районе Бойель в каменоломне были найдены скелетные останки кроманьонцев и двух собак вместе с каменными орудиями мадленской культуры позднего палеолита (двойная могила в Оберкасселе). Особенности мужского посткраниального скелета из Оберкасселя, которые являют собой противоположный Костёнкам-14 вариант, тоже низкорослый, но с очень большим весом и большой плотностью тела. По мужскому черепу иногда выделяют оберкассельскую расу, но тогда женский череп не попадает в неё, что недопустимо. По данным палеогенетики у жившего 13 400 л. н. кроманьонца из Оберкасселя была митохондриальная гаплогруппа U (субклад U5b1).